# Cosmoscarta irresoluta
Cosmoscarta irresoluta är en insektsart som först beskrevs av Walker 1858.  Cosmoscarta irresoluta ingår i släktet Cosmoscarta och familjen spottstritar. Inga underarter finns listade i Catalogue of Life.